# Signore ti cerchiamo
Signore ti cerchiamo è un album in studio del gruppo musicale I Cantori Moderni di Alessandroni.

## Tracce
1. La pace sia con voi – 3:26
2. Uomini di Galilea – 3:27
3. Per Te Signore – 3:35
4. Osanna – 3:21
5. Vieni Santo Spirito – 3:29
6. Agnello di Dio – 3:33
7. Abbiamo ascoltato – 3:23
8. Noi Ti chiediamo – 3:34
9. Cerco il Tuo Volto – 3:39
10. Signore ti cerchiamo – 3:50